# Margherita Aldobrandini
Margherita Aldobrandini (Capodimonte, 29 marzo 1588 – Parma, 9 agosto 1646) fu duchessa di Parma come moglie di Ranuccio I Farnese e duchessa reggente dal 1626 al 1628.

## Biografia

### Giovinezza
Margherita era la primogenita di Giovanni Francesco Aldobrandini e Olimpia Aldobrandini, nipote del cardinale Ippolito Aldobrandini, divenuto papa Clemente VIII nel 1592. Nel 1593, su invito dello zio pontefice, i genitori di Margherita si trasferirono a Roma. Il Papa voleva rafforzare la posizione della famiglia Aldobrandini nello Stato Pontificio. Il padre di Margherita godette di particolare fiducia, che gli conferì i titoli di conte di Sarsina e di Meldola (in seguito elevato al rango di principe nel 1597), e sua madre era la sua nipote prediletta. Il pontefice patrocinò anche i figli degli sposi: elevò al rango di cardinale il figlio maggiore Salvestro, e per le figlie maggiori Margherita ed Elena cominciarono a cercare mariti nelle casate sovrane.

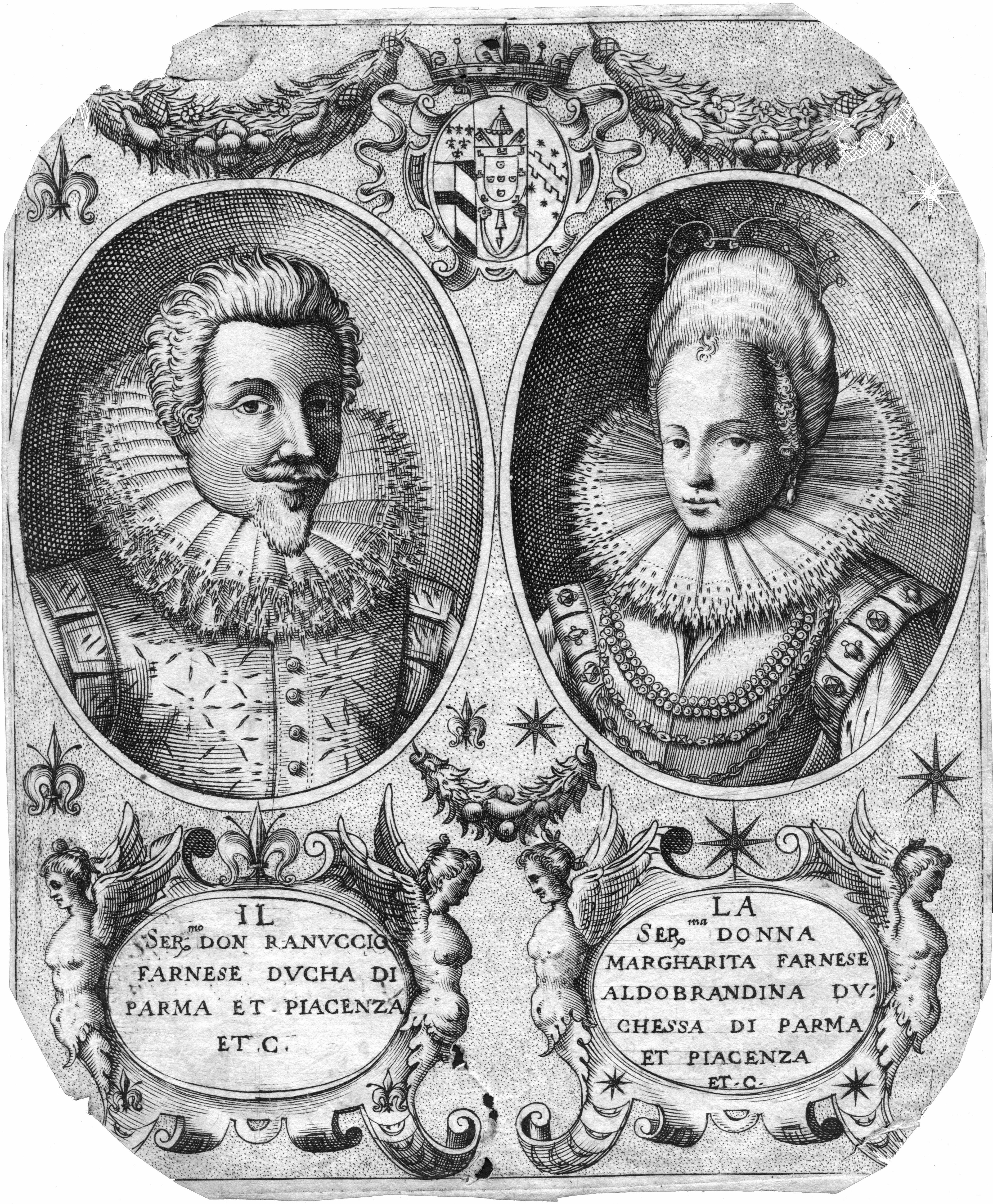
Ranuccio I Farnese e Margherita Aldobrandini.

## Matrimonio
Come pretendenti di Margherita, il papa prese in considerazione le candidature di principi di casa Savoia e Medici, e perfino di re Enrico IV di Francia. Tuttavia, i candidati non erano interessati alla proposta. Dal 1598 il papa iniziò le trattative per il matrimonio di Margherita con Ranuccio I Farnese, duca di Parma e Piacenza. Questo matrimonio avrebbe sancire la pace tra la famiglia Aldobrandini e la famiglia Farnese e portare a un'alleanza politica tra la Santa Sede e il Ducato di Parma. Nel corso di lunghe e difficili trattative, le parti si sono accordate sull'importo della dote della sposa, la maggior parte della quale è stata pagata dall'erario dello Stato Pontificio. L'accordo matrimoniale fu firmato a Roma con la partecipazione attiva dei diplomatici spagnoli e dei cardinali Pietro Aldobrandini e Odoardo Farnese.
Il 7 maggio 1600 a Roma, papa Clemente VIII celebrò il matrimonio tra Ranuccio e Margherita. Su richiesta del papa, il matrimonio si svolse senza celebrazioni particolari, ma questo evento in forma allegorica si rifletteva nell'arte e nella letteratura dell'epoca. Da questa unione Ranuccio si garantì una ricca dote e, finalmente, l'autonomia del ducato, che era ancora un feudo della Chiesa affidato alla famiglia Farnese. Si ritiene che le nozze del duca e della pronipote del papa abbiano ispirato il ciclo di affreschi intitolato Gli amori degli dei, opera del bolognese Annibale Carracci e del suo studio, che si trova nell'ala ovest del Palazzo Farnese a Roma. Il 4 giugno, insieme al marito, Margherita partì da Roma per Parma, accompagnata da guardie armate e da un corteo della nobiltà parmense. Durante il tragitto gli sposi fecero visita a Vittoria Farnese, duchessa consorte di Urbino, zia paterna del marito di Margherita. Il 1 luglio arrivarono nel Ducato di Parma. La giovane duchessa trascorse l'estate al Castello di Torrechiara, in attesa del completamento dei lavori di ristrutturazione del Palazzo Ducale di Parma. Ai primi di ottobre avvenne il suo solenne ingresso nella capitale del Ducato.
La coppia ebbe nove figli:
- Alessandro Francesco Maria Farnese (8 agosto 1602), morì alla nascita;
- Maria Farnese (5 settembre 1603), morì alla nascita;
- Alessandro Farnese (5 settembre 1610–24 luglio 1630), principe ereditario di Parma e Piacenza, sordomuto dalla nascita, escluso dalla successione;
- Odoardo Farnese, duca di Parma (28 aprile 1612–11 settembre 1646);
- Orazio Farnese (7 luglio 1613–28 febbraio 1614);
- Maria Caterina Farnese (18 febbraio 1615–25 luglio 1646), sposò Francesco I d'Este, duca di Modena, ed ebbe figli;
- Maria Farnese (29 aprile 1618), morì alla nascita.
- Vittoria Farnese (29 aprile 1618–10 agosto 1649), sposò Francesco I d'Este, duca di Modena, ed ebbe figli.
- Francesco Maria Farnese (19 agosto 1620–13 luglio 1647), cardinale.

La duchessa non riuscì a rimanere incinta per molto tempo; ebbe diversi aborti e i primi due figli che poté avere nei primi dieci anni di matrimonio, vissero solo poche ore. I parenti di Margherita conoscevano i suoi problemi ginecologici prima del matrimonio; inoltre, subì diverse operazioni. La questione della probabile infertilità dell'allora sposa del duca di Parma era nota anche al fratello minore, il cardinale Odoardo Farnese, che tuttavia non informò lo sposo. Gli storici ritengono che il cardinale sperasse in questo modo di essere il successore al trono ducale di Parma dopo la morte del fratello maggiore senza figli; ma nel 1605 il duca Ranuccio I legittimò il figlio illegittimo Ottavio Farnese, che, con grande dispiacere di Margherita, portò a Palazzo Ducale e iniziò a formarlo ed educarlo come suo erede.
Il superstizioso duca, che credeva nell'efficacia della stregoneria, si convinse di essere vittima della maledizione di qualcuno. Dopo aver provato tutti i metodi medici, si rivolse ad astrologi ed esorcisti, iniziò a digiunare e a fare generosamente l'elemosina. Infine, ordinò l'apertura di un'indagine sul caso di stregoneria, che stabilì che sua moglie era stata danneggiata dalle ex amanti del Duca, la bella nobildonna Claudia Colla e da sua madre Elena, soprannominate "le Romane". Le donne furono condannate e rinchiuse nel carcere della Rocchetta.
Secondo alcuni ricercatori, trasmise l'obesità ereditaria ai successivi rappresentanti della Casa dei Farnese. Per la gioia di Margherita, l'illegittimo Ottavio Farnese fu allontanato dalla corte; insoddisfatto della perdita della sua posizione di erede, divenne membro di una congiura contro il padre, che fu rivelata, dopo di che fu anche rinchiuso nel carcere della Rocchetta fino alla morte.
Come la maggior parte dei matrimoni politici in Casa Farnese, l'unione di Margherita fu infelice. Gli interessi dei parenti della duchessa e di suo marito si sovrapponevano spesso, il che ha portato a conflitti tra loro. L'irascibile e crudele duca non cambiò le sue abitudini amorose: Margherita dovette essere paziente con le relazioni extraconiugali del marito. Secondo i contemporanei, la duchessa aveva un carattere mite. Era una donna pia, aiutava i poveri e gli ammalati, patrocinava i monaci, specialmente i Teatini, che nel 1629 aiutò a stabilirsi presso la chiesa di Santa Cristina a Parma. Margherita amava l'arte e la poesia, frequentava il poeta Claudio Achillini, che aiutò a prendere una cattedra all'Università di Parma. Solo una volta negli anni del matrimonio la duchessa viaggiò con il marito fuori Parma: nel 1620 fecero una visita ufficiale a Piacenza, dove assistettero all'inaugurazione dei monumenti equestri del duca e di suo padre Alessandro Farnese.

### Reggente
Il duca Ranuccio I morì il 5 marzo 1622. Suo fratello minore, il cardinale Odoardo, agì come reggente del ducato di Parma per conto del nipote di dieci anni e nuovo duca Odoardo. La morte del cardinale nel febbraio 1626 permise a Margherita, ora duchessa vedova, di diventare la nuova reggente per suo figlio. I suoi due anni di reggenza trascorsero durante la Guerra dei trent'anni; riuscì a mantenere la stabilità nel Ducato, osservando la neutralità. Nella guerra di successione mantovana sostenne Carlo Gonzaga, duca di Nevers, che divenne poi duca di Mantova e Monferrato.

## Morte
Nel 1628 il duca Odoardo Farnese raggiunse la maggiore età e Margherita si dimise dalle sue funzioni di reggente. Nell'ottobre dello stesso anno il duca sposò Margherita de' Medici. Già nel 1620 il duca Ranuccio I acconsentì a questo matrimonio, ma a causa di problemi di salute di Maria Cristina (nata con una deformità ed era forse mentalmente disabile) nel febbraio 1627 fu deciso che la seconda figlia del Granduca, Margherita, diventasse la nuova sposa e infine duchessa consorte di Parma.
Poco si sa della duchessa vedova dopo la fine della sua reggenza; l'unica certezza è che visse alla corte del figlio. Margherita Aldobrandini morì a Parma il 9 agosto 1646; suo figlio, il duca Odoardo, morì poche settimane dopo, l'11 settembre.

## Ascendenza
|                                                                  |                        |                      | Genitori         |  |  | Nonni |  |  | Bisnonni            |  |  | Trisnonni            |  |
|                                                                  |                        |                      |                  |  |  |       |  |  | Jacopo Aldobrandini |  |  | Giorgio Aldobrandini |  |
|                                                                  |                        |                      |                  |  |  |       |  |  | Jacopo Aldobrandini |  |  | Giorgio Aldobrandini |  |
|                                                                  |                        | Benedetta Bindi      |                  |  |  |       |  |  | Jacopo Aldobrandini |  |  |                      |  |
| Giorgio Aldobrandini                                             |                        |                      |                  |  |  |       |  |  | Jacopo Aldobrandini |  |  |                      |  |
|                                                                  |                        | Bartolomea Ambrogi   | Giovanni Ambrogi |  |  |       |  |  |                     |  |  |                      |  |
|                                                                  |                        | Bartolomea Ambrogi   | Giovanni Ambrogi |  |  |       |  |  |                     |  |  |                      |  |
|                                                                  |                        | Bartolomea Ambrogi   | …                |  |  |       |  |  |                     |  |  |                      |  |
| Giovanni Francesco Aldobrandini, I principe di Meldola e Sarsina |                        | Bartolomea Ambrogi   |                  |  |  |       |  |  |                     |  |  |                      |  |
|                                                                  |                        | Donato dal Corno     | …                |  |  |       |  |  |                     |  |  |                      |  |
|                                                                  |                        | Donato dal Corno     | …                |  |  |       |  |  |                     |  |  |                      |  |
|                                                                  |                        | Donato dal Corno     | …                |  |  |       |  |  |                     |  |  |                      |  |
| Margherita dal Corno                                             |                        | Donato dal Corno     |                  |  |  |       |  |  |                     |  |  |                      |  |
|                                                                  |                        | …                    | …                |  |  |       |  |  |                     |  |  |                      |  |
|                                                                  |                        | …                    | …                |  |  |       |  |  |                     |  |  |                      |  |
|                                                                  |                        | …                    | …                |  |  |       |  |  |                     |  |  |                      |  |
| Margherita Aldobrandini                                          |                        | …                    |                  |  |  |       |  |  |                     |  |  |                      |  |
|                                                                  | Silvestro Aldobrandini | Pietro Aldobrandini  |                  |  |  |       |  |  |                     |  |  |                      |  |
|                                                                  | Silvestro Aldobrandini | Pietro Aldobrandini  |                  |  |  |       |  |  |                     |  |  |                      |  |
|                                                                  | Silvestro Aldobrandini | Lisa Bagliano Flatri |                  |  |  |       |  |  |                     |  |  |                      |  |
| Pietro Aldobrandini                                              | Silvestro Aldobrandini |                      |                  |  |  |       |  |  |                     |  |  |                      |  |
|                                                                  |                        | Lisa Deti            | Guido Deti       |  |  |       |  |  |                     |  |  |                      |  |
|                                                                  |                        | Lisa Deti            | Guido Deti       |  |  |       |  |  |                     |  |  |                      |  |
|                                                                  |                        | Lisa Deti            | …                |  |  |       |  |  |                     |  |  |                      |  |
| Olimpia Aldobrandini                                             |                        | Lisa Deti            |                  |  |  |       |  |  |                     |  |  |                      |  |
|                                                                  |                        | …                    | …                |  |  |       |  |  |                     |  |  |                      |  |
|                                                                  |                        | …                    | …                |  |  |       |  |  |                     |  |  |                      |  |
|                                                                  |                        | …                    | …                |  |  |       |  |  |                     |  |  |                      |  |
| Flaminia Ferracci                                                |                        | …                    |                  |  |  |       |  |  |                     |  |  |                      |  |
|                                                                  |                        | …                    | …                |  |  |       |  |  |                     |  |  |                      |  |
|                                                                  |                        | …                    | …                |  |  |       |  |  |                     |  |  |                      |  |
|                                                                  |                        | …                    | …                |  |  |       |  |  |                     |  |  |                      |  |
|                                                                  |                        | …                    |                  |  |  |       |  |  |                     |  |  |                      |  |